# Расгеадо
Расгеадо (від ісп. Rasgueado, Rasgueo — «гра перебиранням струн») — прийом гри на гітарі та деяких інших музичних інструментах, який виник у напрямку фламенко. Виконується пальцями правої руки, коли гітарист по черзі виконує прийом арпеджіо кожним пальцем відтворюючи більш глибоке, пролонговане звучання акорду.

## Техніка виконання

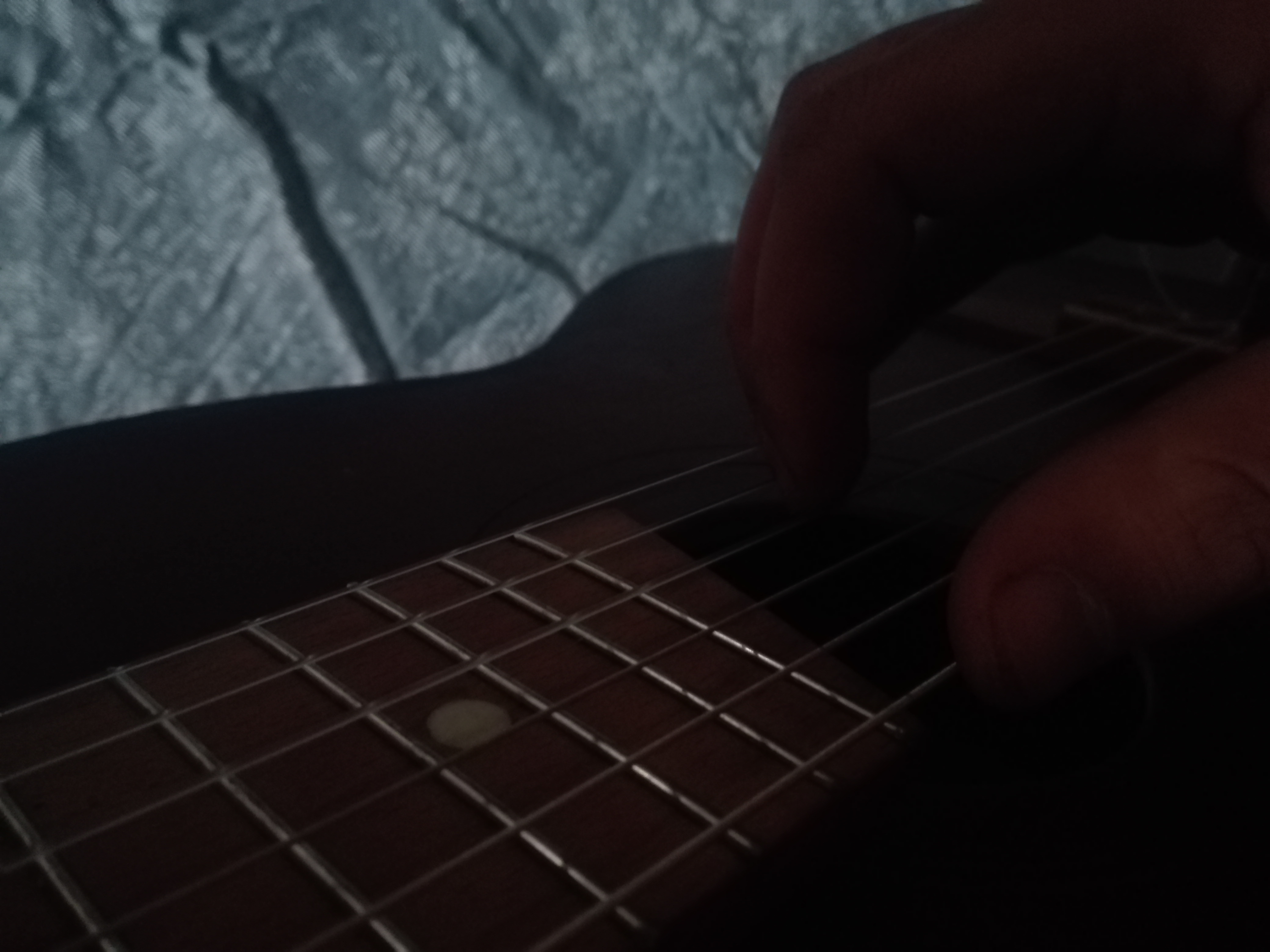
Опора при виконанні расгеадо

Виконується у вигляді удару по струнах або більш швидкого виконання арпеджіо, арпеджіато. Для зручності виконання великий палець правої руки знаходиться на 6 струні виконуючи роль опори, при умові що вона не використовується в акорді. Може виконуватися будь-яким пальцем, але основна відмінність від інших прийомів полягає у виконанні декількома пальцями синхронно, нагадуючи розкриття віяла. Направлення руху пальців може бути як вниз, так і вгору.

## Сучасне виконання

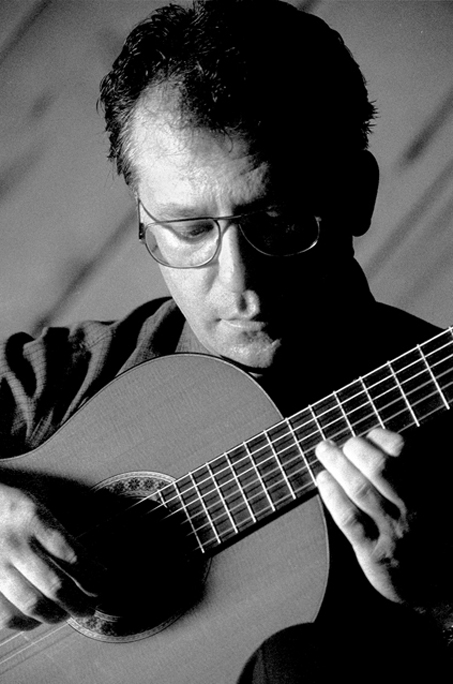
Pepe Romero

У сучасній музиці цей прийом використовується в аранжуваннях Pepe Romero, Пако де Лусія та інших представників стилю «нове фламенко».